# Чемпионат мира по бобслею 1977
32-й чемпионат мира по бобслею и скелетону прошёл с 29 января по 6 февраля 1977 года в городе Санкт-Мориц (Швейцария).

## Соревнование двоек
| Золото                                       | Серебро                                    | Бронза                                         |
| Ханс Хильтебранд, Хайнц Мейер (4:51,68 мин.) | Фриц Люди, Хансьорг Трашсель (+ 0,85 сек.) | Манфред Шуман, Штефан Гайсрайтер (+ 1,10 сек.) |

## Соревнование четвёрок
| Золото                                                                                   | Серебро                                                           | Бронза                                                               |
| Майнхард Немер, Бернхард Гермесхаузен, Ханс-Юрген Герхардт, Раймунд Бетге (4:42,42 мин.) | Эрих Шерер, Ульрих Бехли, Рудольф Марти, Йозеф Бенц (+ 0,54 сек.) | Якоб Рёш, Херберт Берг, Фриц Ольвертер, Вальтер Барфус (+ 1,11 сек.) |

## Медальный зачёт
| Место | Страна    | Золото | Серебро | Бронза | Всего |
| ----- | --------- | ------ | ------- | ------ | ----- |
| 1     | Швейцария | 1      | 2       | 0      | 3     |
| 2     | ФРГ       | 0      | 0       | 2      | 2     |
| 3     | ГДР       | 1      | 0       | 0      | 1     |